# Voldemar Panso
Voldemar Panso   (Tomsk, 30 de novembre de 1920 - Tallinn, 27 de desembre de 1977) va ser un actor de cinema i escenari, director de teatre i pedagog estonià.

## Biografia
El 1941 es va graduar a l'Escola Estatal d'Art Escènica del Conservatori de Tallinn i el 1955 a l’Institut d'Art del Teatre Estatal de Moscou.
El 1941 es va graduar a l'Escola Estatal d'Art Escènica del Conservatori de Tallinn i el 1955 a l' Institut d'Art del Teatre Estatal de Moscou.
Entre 1941-1950 va ser actor al Teatre Dramàtic Estonià,  entre 1955-1958 fou director d'escena i de 1970a 1976 director d'escena. Entre 1957 i 1977 va dirigir el Departament d'Art Escènic del Conservatori Estatal de Tallinn.
Va ser un dels fundadors de l'ESSR State Youth Theatre i 1965-1970 el seu primer director d'escena.

## Filmografia
- 1947 - La vida a la ciutadella, llargmetratge de Jaan Sander, com a estudiant del professor
- 1957 - Llargmetratge Dies de juny, com a Boby
- 1959 - Llargmetratge Vallatud kurvid, com a rellotger
- 1959 - Convidats no convidats, llargmetratge, com a doctor
- 1960 - Neitleja Joller, pel·lícula de Toomas Joller
- 1960 - Baltic Sea Melodies llargmetratge-pel·lícula musical
- 1961 - Llargmetratge Dangerous Curves, com a rellotger
- 1961 - Reunió aleatòria llargmetratge-pel·lícula musical
- 1963 - Pel·lícula documental Sentit, voluntat, treball i Lauter, guionista
- 1965 - Mäeküla milkman, llargmetratge, guió
- 1968 - Bogeria, largmetratge, com a metge principal
- 1969 - Primavera, llargmetratge, guió
- 1969 - Llargmetratge Ambaixador de la Unió Soviètica (Посол Советского Союза Mosfilm), com a ministre del país veí
- 1970 - Entre tres plagues, pel·lícula de Maidel
- 1970 - Hamlet telefilm, director
- 1970 - Llargmetratge Risc (Риск Moldova Film), com a amic de Marek
- 1971 - Comité de 19 (Комитет 19-ти Mosfilm), llargmetratge Tansen
- 1975 - Llargmetratge Indrek, com a l'hostaler Traat[2]

## Premis i honors
- Orde de la Insígnia d'Honor (1956)
- Treballador artístic honorat de la RSS d'Estònia (1964)
- Premi estatal de la RSS d'Estònia (1965)
- Artista popular de la RSS d'Estònia (1968)
- Artista popular de l'URSS (1977)
- Premi literari Juhan Smuul (1981; pòstum)
- Orde de la Bandera Roja del Treball

## Llegat

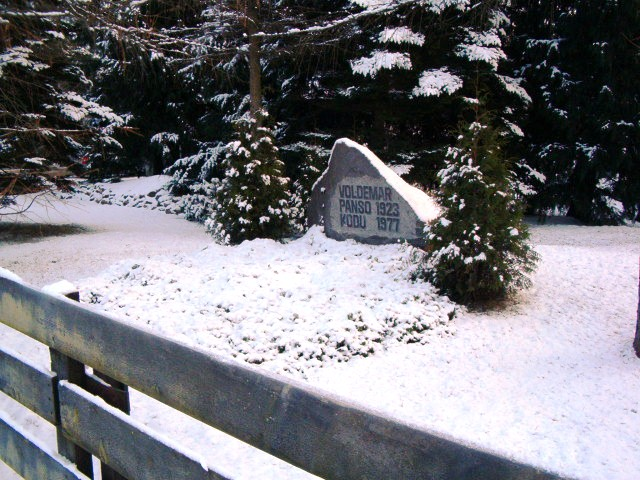
Pedra commemorativa a Voldemar Pansole a Kivimäe (Tallinn)

- Des de 1978, el premi Voldemar Panso s'ha atorgat en l'aniversari del naixement de Voldemar Panso. El premi té com a objectiu destacar i promoure els joves talentosos estudiants d'escenari de l'Acadèmia d'Arts Escèniques i de Música d'Estònia.
- Des de 1979, hi ha un baix relleu de Voldemar Panso dissenyat per l'escultor Jaak Soans a la paret de l'Escola d'Arts Escèniques de l'Acadèmia d'Estònia de Música i Teatre amb la inscripció Voldemar Panso, director de l'escola, fundador i gestor.
- 1980. Un bust de bronze de l'escultor Ülo Õun es va obrir al Noorsooteatr de Tallin.[3]
- Andrus Kivirähk ha escrit l'obra en dos actes Voldemar basada en els records, diaris i articles de Voldemar Panso (dirigida per Merle Karusoo i Tiit Sukk  en el paper principal, estrenada al Teatre Dramàtic Estonià. Andrus Kivirähk també ha escrit l'obra Teatriparadis (dirigida per Ain Mäeots, estrenada al teatre Vanemuine el 27 de març de 2006), on un dels personatges és Voldemar Panso.[3]
- L'any 2015, Eesti Post va emetre un segell postal per al 100è aniversari de Voldemar Panso.[4]